# Georges Beaufils
Pour les articles homonymes, voir Beaufils.
Georges Beaufils, né le 20 janvier 1913 à Cognac et mort le 13 juillet 2002 à Tonnerre, est un militant communiste surtout connu, sous le pseudonyme de Joseph, pour avoir été l'interlocuteur du résistant Rémy lors des premiers contacts entre la France libre et le Parti communiste français clandestin. Il a été accusé en 1977 d'espionnage au service de l'URSS.

## Biographie

### Les années d'avant guerre
Le père de Georges Beaufils est conducteur de locomotives et sa mère, serveuse dans un hôtel. Après son certificat d'études, auquel il est reçu premier du canton, puis une année au cours complémentaire, Georges Beaufils est placé en apprentissage dans un atelier d'électricité automobile où son patron le pousse à suivre des cours de mathématiques et d'électricité par correspondance.
En 1931, Georges Beaufils se rend à Paris, se marie et il devient père de deux filles. Il effectue à Limoges son service militaire qu'il termine comme sous-officier. Lorsqu'il revient à la vie civile, il est nommé chef d'atelier. Des amis lui proposent alors d'adhérer au Parti communiste, ce vers quoi le dirigent assez naturellement les traditions familiales. Il prend de petites responsabilités aussi bien au Parti qu'à la CGT. Il participe activement aux événements de 1936 en organisant la fourniture de repas pour les ouvriers grévistes du XIXe arrondissement. Il aide Arthur Dallidet au printemps 1939 à transcrire en code les biographies de Français volontaires des Brigades internationales pendant la Guerre d'Espagne pour trouver d'éventuelles recrues.
Il quitte alors son activité professionnelle et devient permanent du Parti, à la section des cadres, et collabore avec Arthur Dallidet et Maurice Tréand. Il est secrétaire de la section du PCF dans le XIXe arrondissement de Paris.

### La Seconde Guerre mondiale
En août 1939, après la signature du pacte germano-soviétique, il accompagne à Moscou son supérieur Arthur Dallidet que Maurice Thorez envoie pour s'informer auprès des autorités soviétiques de la signification exacte du pacte. Rapatrié en urgence par l'ambassade de France après la déclaration de guerre, il participe aux combats dans l'Est de la France à la tête d'une section d'élèves gradés. Il est fait prisonnier le 10 juin 1940, et parvient à s'évader dans les premiers jours de captivité à Laon. Sa première tâche est d'aller récupérer en Maine-et-Loire des petits carnets qu'il a confiés à sa famille. Ces carnets, constitués avec Dallidet, sont en fait un fichier de militants et cadres du Parti sur qui l'on peut compter en vue de la réorganisation du Parti. Georges rentre à Paris en novembre 1940 et reprend contact avec Dallidet. 
En accord avec Dallidet, Georges Beaufils prend le statut de « légal » : il vit avec sa famille sous sa véritable identité. Il rachète un garage à un ancien patron. Ce garage lui permet de faire vivre sa famille et devient un atelier clandestin où sont fabriqués, par exemple, des cordons de détonateurs pour des engins explosifs. Pour ces activités, Georges Beaufils est en contact avec Jean Jérôme et Georges Beyer, le beau-frère de Charles Tillon.
À la demande de Jean Jérôme, Georges Beaufils se met en contact avec « les hommes de Londres » au début de l'automne 1941. Pendant plusieurs mois, d'avril à septembre 1942, il mène des négociations avec le colonel Rémy, agent secret de la France libre représentant le général de Gaulle. Georges Beaufils représente le Parti communiste clandestin. Entre Rémy le royaliste très Vieille France, et Georges Beaufils que Rémy connaît sous son pseudo de Joseph, l'ouvrier communiste, s'établit une amitié sincère. Ces premiers contacts entre la France libre et la résistance communiste aboutissent à une première livraison d'armes pour les communistes, au large de Le Guilvinec, le 15 août 1942, et surtout, à la fin août, l'envoi de Fernand Grenier pour représenter le Parti à Londres. 
Au début de l'été 42, Georges Beaufils a une longue conversation avec Charles Tillon. Jusqu'au 12 avril 1943, il est amené à représenter les FTPF dans des réunions tenues à Paris avec les autres organisations militaires de la Résistance sous la présidence de Passy et Brossolette. À partir de mai 1943, il cède sa place à Marcel Prenant. Néanmoins, le 29 décembre 43, c'est Georges Beaufils qui signe au nom de Charles Tillon, l'acte de naissance des FFI. Au sein de l'état-major des FFI, il est connu comme le colonel Drumont.
Le 1er juin 1944, Georges Beaufils est envoyé par le COMAC dans l'Ouest comme inspecteur régional des FFI. En août 1944, il a de très mauvaises relations avec le colonel Pierre de Chevigné, commandant militaire des zones libérées nommé par De Gaulle. Il participe à la liquidation des poches de résistance allemandes.

### L'après-guerre
Après-guerre, Georges Beaufils finit par être intégré à l'armée avec le grade de lieutenant-colonel. En 1946, il suit les cours de l'École supérieure de guerre, mais il est bien vite relégué au DCI (Dépôt Central des Isolés) de Versailles, en compagnie des autres officiers communistes. Il y est parfois en position de rivalité vis-à-vis de Rol-Tanguy qui a une position plus légaliste que la sienne. Il est interrogé en 1949 dans le cadre d'une affaire d'espionnage concernant un secrétaire d'ambassade soviétique. Il est soupçonné à juste titre de faire partie des hors cadre de l'appareil clandestin du parti communiste français, mais nie toujours son appartenance au parti après-guerre.
Dans les années 1950, il est affecté au 4e Zouaves à Tunis, avec le grade de lieutenant colonel.
Il quitte définitivement l'armée en 1963, s'installe à Royan, et reprend des activités civiles, notamment au sein du BÉRIM et de la CIFAL, deux entreprises du secteur commercial et financier du PCF dirigé par Jean Jérôme. C'est à cette époque qu'il se met en relation avec le renseignement militaire soviétique, par l'intermédiaire de journalistes de l'agence Tass à Paris. Il a des contacts avec des agents soviétiques du GRU, dont on ne connaît pas l'importance exacte, mais qui lui valent d'être arrêté par la DST en 1977, alors qu'il est surveillé depuis 1973. Ses noms de code étaient Vercoutre et Barnier-Bernard. Il fait un stage clandestin à Moscou, où il se rend en secret en passant par Prague, possède une radio à ondes courtes pour écouter les messages du GRU, un lecteur de micro-films, du carbone blanc pour l'écriture invisible et d'autres matériels. Pendant plus de dix ans, il fournit les plans de défense de la zone Ouest et plusieurs centaines de biographies d'hommes politiques et hauts gradés militaires français. C'est en 1975 qu'il donne les renseignements les plus importants.
Il est condamné à huit ans de prison en 1978 et libéré le 1er août 1981, bénéficiant d'une grâce présidentielle de François Mitterrand. Dans la notice qui lui est consacrée par René Lemarquis et Claude Pennetier, il est indiqué que Georges Beaufils a été « réhabilité le 16 novembre 1992 par la 1ère chambre de la Cour d’appel de Paris ».